# Боливийско-израильские отношения
Израильско-боливийские отношения — двусторонние международные дипломатические, экономические, культурные и иные отношения между Израилем и Боливией. В настоящее время дипломатические отношения между двумя странами прерваны.

## История
В 1972 году было подписано соглашение о безвизовом режиме при туристических поездках.
В начале 2009 года Боливия выслала из страны израильского посла Шломо Коэна и семь сотрудников дипломатической миссии. Таким образом левые правительства Моралеса и Чавеса в Венесуэле выразили протест против антитеррористической операции израильского правительства в секторе Газа. После этого лидер еврейской общины страны Абрахам Леви заявил, что правительство Боливии «заняло позицию террористической группировки», поддерживая ХАМАС и не принимая доводы израильского правительства.
В январе 2009 года Боливия ограничила свои международные отношения с Израилем из-за проведения антитеррористической операции в секторе Газа. Правительство Боливии обещали вызвать Израиль в международный суд за совершенные преступления в секторе Газа, так заявил боливийский президент Эво Моралес. 30 июля 2014 года отношения Боливии с Израилем стали ещё более напряжёнными, когда президент Моралес назвал еврейское государство «террористическим» после проведения спецоперации в Газе. После этого заявления боливийский лидер пообещал, что он отменит 40-летние соглашение между двумя странами и запретит израильтянам посещать Боливию.
В июле 2014 году после очередной операции в Газе правительство Боливии окончательно разорвало отношения с Израилем и отменило безвизовый режим. Это решение негативно сказалось на туристическом потоке, так, в частности, Йерко Нуньес, бывший мэр города Рурренабаке заявил, что количество туристов из Израиля ранее составляло 20 000 человек, а после введения виз сократилось до количества менее 3 000 туристов.
После восстановления дипломатических отношений между Израилем и Никарагуа в марте 2017 года, в СМИ появились слухи о том, что израильский МИД работает над восстановлением связей с рядом латиноамериканских стран, в том числе и с Боливией.
В ноябре 2019 года глава МИД Боливии Карен Лонгарик сообщила о ведении переговоров по восстановлению дипломатических отношений между странами, прерванных около 10 лет назад. Израильский МИД приветствовал это решение. Министр иностранных дел Исраэль Кац рассказал на пресс-конференции о том, что работа в этом направлении велась долгое время, в том числе и при помощи правительства Бразилии.
В феврале 2020 года впервые за последние 10 лет израильская делегация сотрудников МИДа посетила Боливию. Они встретились и провели переговоры с президентом страны, главой МИДа, членами правительства и парламента.
В конце октября 2023 года правительство Боливии прекратило дипломатические отношения с Израилем из-за событий в секторе Газа, ссылаясь на «преступления против человечности» со стороны Израиля.

## Список посланников

### Послы Израиля в Боливии
?? — 2009: Шломо Коэн